# Myopa metallica
Myopa metallica är en tvåvingeart som beskrevs av Camras 1992. Myopa metallica ingår i släktet Myopa och familjen stekelflugor. Inga underarter finns listade i Catalogue of Life.